# Garoua
Garoua je grad i riječna luka u Kamerunu, sjedište regije Nord i departmana Bénoué. Nalazi se na sjeveru države, 40 km od granice s Nigerijom i 110 km od granice s Čadom. Leži na rijeci Benue, važnoj prometnici Kameruna i Nigerije.
Garoua je rodno mjesto prvog predsjednika Kameruna, Ahmadoua Ahidjoa. Danas je trgovačko središte regije. Razvijena je tekstilna industrija i turizam. Na sjevernim rubovima grada nalazi se međunarodna zračna luka, odakle idu direktni letovi za Pariz.
Prema popisu iz 2001. godine, Garoua je imala 356.900 stanovnika, čime je bila 3. grad po brojnosti u državi.

## Šport
- nogometni klub Cotonsport Garoua